# Venezuela International 2023
Die Venezuela International 2023 im Badminton fanden vom 4. bis zum 8. Oktober 2023 in Maracay statt. Es war die vierte Auflage der Turnierserie in Venezuela.

## Sieger und Platzierte
| Disziplin    | Gold                                             | Silber                                      | Bronze                                        |
| ------------ | ------------------------------------------------ | ------------------------------------------- | --------------------------------------------- |
| Herreneinzel | Giovanni Toti                                    | Fabio Caponio                               | Job Castillo                                  |
| Herreneinzel | Giovanni Toti                                    | Fabio Caponio                               | Luka Wraber                                   |
| Dameneinzel  | Inés Castillo                                    | Yasmine Hamza                               | Vanessa Maricela Garcia Contreras             |
| Dameneinzel  | Inés Castillo                                    | Yasmine Hamza                               | Nikte Sotomayor                               |
| Herrendoppel | Job Castillo Luis Montoya                        | Yonatan Linarez Angel Argenis Marinez Ulloa | Frank Barrios Barrios William                 |
| Herrendoppel | Job Castillo Luis Montoya                        | Yonatan Linarez Angel Argenis Marinez Ulloa | Joiser Calanche Abrahan Jose Gutierrez        |
| Damendoppel  | Romina Fregoso Miriam Jacqueline Rodriguez Perez | Haramara Gaitan Sabrina Solis               | Alisa Juleisy Acosta Nairoby Abigail Jiménez  |
| Damendoppel  | Romina Fregoso Miriam Jacqueline Rodriguez Perez | Haramara Gaitan Sabrina Solis               | Karen Kampos Barbara Lamas                    |
| Mixed        | Luis Montoya Miriam Jacqueline Rodriguez Perez   | Job Castillo Romina Fregoso                 | Yonatan Linarez Nairoby Abigail Jiménez       |
| Mixed        | Luis Montoya Miriam Jacqueline Rodriguez Perez   | Job Castillo Romina Fregoso                 | Adriano Viale Aguirre Fernanda Saponara Rivva |